# Hospital Militar de Guatemala
El Hospital Militar de Guatemala nombrado en realidad como Hospital Centro Médico Militar, surge de un proceso en el que se intentaba brindar servicios de salud a militares activos y retirados, tanto como a sus familiares. Localizado originalmente en el área de Ciudad Vieja zona 10 de la Ciudad de Guatemala desde finales de 1800, fue trasladado en 1997 a su ubicación actual en el área de Santa Rosita zona 16 de la misma ciudad.
También conocido como el elefante blanco por sus características, se encuentra bajo jurisdicción de las Fuerzas de Tierra del Ejército de Guatemala; surge como uno de los mejores hospitales del estado, trabajando en algunas ocasiones en alianzas con los mayores centros hospitalarios del estado, tanto como con sus partes privadas.
En 1997 fue abierto por primera vez a la población civil entró en vigencia durante el gobierno de Álvaro Arzú por medio de un acuerdo Gubernativo (10-96)que contempla la atención en servicio privados a la población en General.
- Datos: Q5902763